# Geikia
Geikia is een geslacht van uitgestorven dicynodonte therapsiden uit het Laat-Perm. De overvloed en diversiteit van dicynodonten gedurende deze periode, gecombineerd met onvolledige of onvoldoende geprepareerde exemplaren, hebben geleid tot uitdagingen bij het bepalen van verwantschappen binnen dit taxon. Slechts de twee soorten Geikia locusticeps en Geikia elginensis zijn toegewezen aan dit geslacht. Hoewel dit de momenteel geaccepteerde classificatie is, hebben de beperkingen van het fossielenbestand geleid tot herhaalde discussies over de geslachtstoewijzingen van deze soorten.

## Ontdekking en naamgeving
Dit geslacht werd benoemd in 1893 na Edwin Tulley Newtons ontdekking van een nieuw dicynodont fossiel, nu bekend als Geikia elginensis, een van de Elgin-reptielen gevonden in de buurt van Elgin in Schotland. Newton ontdekte dit exemplaar samen met andere nieuwe reptielen, maar geloofde dat de kenmerken van Geikia elginensis voldoende uniek waren om een nieuw geslacht te rechtvaardigen. Het holotype GSM 90998-91015 is het enige bekende exemplaar en is ondergebracht bij het Institute of Geological Sciences in Londen.
Er zijn twee exemplaren gevonden van de tweede soort Geikia locusticeps, beide uit het Ruhuhu-bekken van Tanzania. Oorspronkelijk ontdekt door Friedrich von Huene in 1942, zijn ze gehuisvest in het Institut und Museum für Geologie und Paläontologie van de Universität Tübingen.
De naam Geikia werd voorgesteld door E.T. Newton, die in 1892 het holotype van Geikia elginensis onderzocht. Deze naam was een toewijding aan Sir Archibald Geikie, de toenmalige directeur-generaal van de Geological Survey. Locusticeps betekent 'sprinkhaankop'.

## Exemplaren
Het enige exemplaar van Geikia elginensis is een natuurlijke mal van een bijna complete schedel en onderkaak, het bijbehorende linkeropperarmbeen en een losse metapodiale of proximale falanx. Het holotype van Geikia locusticeps, GPIT K 87, is een schedel zonder de punt van de premaxilla, het rechter quadratum, de linker slaapboog en de onderkaak. Er zijn twee exemplaren van deze soort in het fossielenarchief: ook specimen GPIT/RE/7187 is bekend, oorspronkelijk door Von Huene beneoemd als een Pelanomodon tuberosus. Analyses van Geikia elginensis en Geikia locusticeps wijzen op affiniteiten met elkaar, maar elk deelt ook veel kenmerken met andere taxa, waaronder Pelanomodon, Oudenodon en Ptychognathus (Lystrosaurus). De afwezigheid van enkele verwachte kenmerken bij Geikia elginensis kan worden verklaard onder de aanname dat het subadult is en daarom niet volledig ontwikkeld. Ontogenetische veranderingen van zowel Geikia als Pelanomodon, die betere analyses mogelijk zouden maken, blijven echter onzeker.

## Beschrijving
Een hoog niveau van schedelspecialisatie was significant in de classificatie van Geikia. Maisch en Gebauer beschouwden de vierkante voorste snuitpunt en verminderde blootstelling van een os squamosum in het achterhoofd als kenmerken die uitsluitend tot uiting kwamen bij Geikia. Voorafgaand aan hun analyse beschreef Rowe de algemene diagnose van Geikia als dicynodonten zonder slagtand of postcanine tanden; een sterk gewelfd verhemelte; voorste palatinale richels van premaxilla verminderd of afwezig; grootverhemeltebeen met rugose palatinaal oppervlak; verhemelte met uitgebreid contact met maxilla en premaxilla; lengte van interpterygoidale holte niet minder dan de helft van de lengte van de interpterygoidale fossa; interpterygoidale holte die volledig binnen het dak van de interpterygoidale fossa ligt; goed ontwikkelde maxillaire caniniforme processus met uitgesproken laterale richel; scherpe occlusale rand van de snavel; scherpe richel of 'kiel' ontwikkeld op de centrale rand van de bovenkaak achter de caniniforme processus; septomaxilla met blootstelling op het laterale oppervlak van de snuit achter de uitwendige neusgaten; voorste oppervlak van premaxilla is plat, verticaal georiënteerd en het zijoppervlak van de premaxilla in een abrupte 'hoek' uitmoetend; enkele, prominent preorbitale uitsteeksel.

## Classificatie

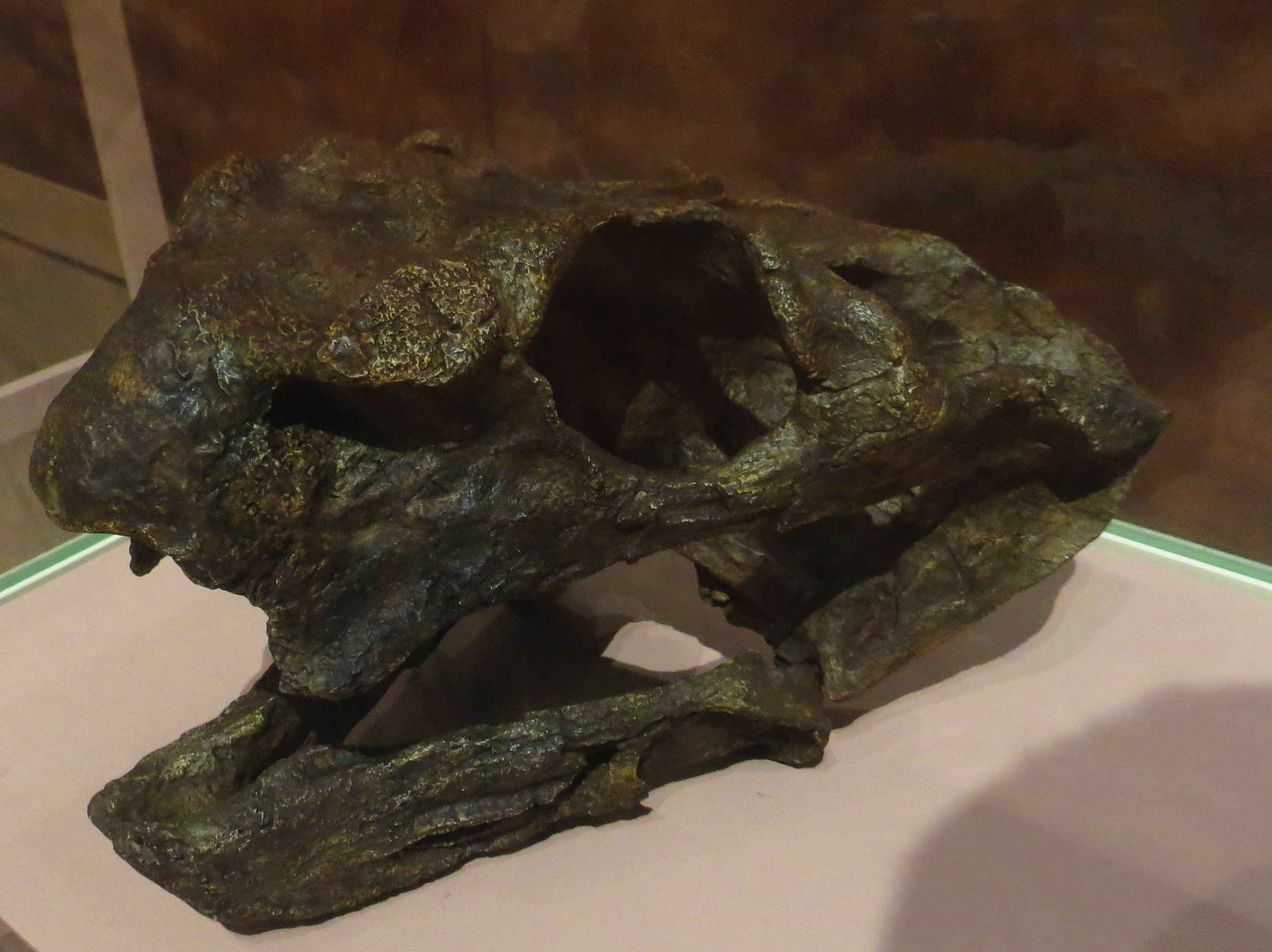
De schedel van G. locusticeps

Geikia locusticeps werd beschouwd als een Dicynodon locusticeps totdat Timothy Rowe het in 1980 naar Geikia verwees. Er is gesuggereerd dat Geikia locusticeps een juveniele Pelanomodon tuberosus kan zijn, en de twee zijn als synoniemen gebruikt. In 2005 werd voorgesteld om Pelanomodon tuberosus te verwijzen naar Geikia locusticeps als een jonger subjectief synoniem.
Beide behorend tot de familie Geikiidae, zijn de geslachten Pelanomodon en Geikia nauw verwant. Morfologische verschillen tussen Geikia elginensis en Geikia locusticeps, evenals individuele overeenkomsten met andere soorten (vooral die binnen Pelanomodon) zijn gebruikt in debatten over hun classificaties. Dit illustreert onopgeloste aspecten van de dicynodonte taxonomie; er is zelfs gesuggereerd dat enkele of onvolledige dicynodonte exemplaren als incertae sedis moeten worden beschouwd totdat conclusies beter kunnen worden vastgesteld door middel van extra exemplaren of een betere voorbereiding. Meer recente literatuur schrijft de geslachtsoverschrijdende overeenkomsten tussen Pelanomodon en Geikia toe aan plesiomorfe geikiide kenmerken. Met deze overwegingen wordt momenteel volgehouden dat het generieke onderscheid van Geikia gerechtvaardigd is.

## Paleobiologie
Vergeleken met andere dicynodonten kan de verkorte schedel wijzen op specifieke plantenetende gewoonten, zoals het afbijten van kleine stukjes vegetatie. Met betrekking tot kauwen werd waarschijnlijk meer nadruk gelegd op pletten dan snijden, vanwege structurele beperkingen van de beweging van de onderkaak. Bovendien hadden deze beperkingen Geikia een selective browser -rol kunnen geven. Afgezien van kaakspecialisatie, zouden de voorwaartse positie en de grote omvang van de oogkassen een zekere mate van stereoscopisch zicht kunnen suggereren. Het rotatievermogen van de ogen had Geikia in staat kunnen stellen om in verschillende richtingen te kijken, bijvoorbeeld door inkepingen in de voorhoofdsbeenderen. Cruickshank gaf aan dat deze kenmerken, samen met het verlies van slagtanden, kunnen wijzen op een nachtelijk levenswijze.

## Paleo-ecologie
Geikia elginensis werd ontdekt in de Cutties Hillock Sandstoneformatie in Schotland. Het grove, harde zand leverde moeilijkheden op bij de preparering van het exemplaar, dat werd geborgen uit een kiezellaag nabij de basis van de formatie. De kiezelstenen zijn kenmerkend voor waterafzetting, wat duidt op een riviermilieu. Analyses hebben gesuggereerd dat deze formatie uit het Perm afkomstig is, met name Laat-Tatarien. Uitgaande van de nauwkeurigheid van de leeftijdsbeoordeling, zou dit representatief kunnen zijn voor afzettingen in de Zechsteinzee.
Ook naar schatting van Tataarse leeftijd, werd Geikia locusticeps ontdekt in de Usili-formatie (voorheen Kawingaformatie) van Kingori in het zuidwesten van Tanzania. De omgeving werd geïdentificeerd als terrestrisch. In een publicatie uit 2010 concludeerden Sidor et alii dat verzakkingen gedurende deze tijd een overgang veroorzaakten van alluviale waaiers naar een axiaal gevlochten kanaal, dat uiteindelijk uitmondde een alluviale vlakte met rivieren en meren.